# Difflugia
Genre
Difflugia est le genre le plus important de l'ordre des Arcellinida, un des nombreux groupes de la Classe des Tubulinea, dans l'embranchement des Amoebozoa.

## Étymologie
Le nom de Difflugia est dérivé du latin diffluere « se répandre ».

## Description
Difflugia est une amibe ayant une thèque (ou lorica) de forme ovoïde se prolongeant par un col un peu plus étroit, assez court, entourant le pseudostome. La lorica est constituée de particules de quartz étroitement ajustés. Près du col, les particules sont plus petites. Les pseudopodes sont lobées, cylindriques, se ramifiant brièvement lors de leur extension. On peut en compter 5 ou 6 cherchant un point d'appuis ; ces pseudopodes auraient une fonction locomotrice permettant une lente reptation. À travers les particules de quartz translucides, on distingue les globules des zoochlorelles, algues vivant en endosymbiose avec l'amibe. Celles-ci se déplacent entrainées par le cytoplasme en mouvement.
Si on touche la thèque, l'amibe se rétracte, et il faut quelques instants pour qu'apparaissent à nouveau un à un les pseudopodes. Des flagellés pleuronema circulent tout autour des Difflugia. Quelques petits choanoflagellés, accrochés aux grains de quartz, sont aussi présents. Organismes autotrophes, les zoochlorelles utilisent la lumière qui traverse le quartz transparent pour leur photosynthèse.

## Habitat
Difflugia est une amibe vivant en eau douce.

## Liste des espèces
Selon IRMNG (7 janvier 2025) :
- Difflugia algaephila Decloitre, 1977
- Difflugia areolata Ehr.
- Difflugia corona Wall.
- Difflugia garmen
- Difflugia globulus (Ehr.)
- Difflugia hydrostatica
- Difflugia lanceolata Pen.
- Difflugia limnetica
- Difflugia linearis (Penard, 1890) Gauthier & Lièvre, 1958
- Difflugia litophila (Penard, 1902) Gauthier-Lièvre & Thomas, 1958
- Difflugia lucida Penard, 1890
- Difflugia oblonga Ehrenberg, 1832
- Difflugia pyriformis
- Difflugia submarina (Chardez, 1980) Chardez & Thomas, 1980
- Difflugia subterranea Golemansky, 1970
- Difflugia urceolata Carter, 1864[4]

Selon NCBI (6 octobre 2018) :
- Difflugia acuminata Ehrenberg, 1838
- Difflugia bacillariarum Perty, 1849
- Difflugia bryophila (Penard, 1902) Jung, 1942
- Difflugia gramen Penard, 1902
- Difflugia hiraethogii Ogden 1983
- Difflugia labiosa Wailes, 1919
- Difflugia lanceolata Penard, 1890
- Difflugia mulanensis Yang, Meisterfeld, Zhang & Shen 2005
- Difflugia nodosa
  - Espèces synonymes : Difflugia oblonga nodosa Leidy, 1879 ; Difflugia pyriformis var. nodosa.
- Difflugia oblonga Ehrenberg 1832
- Difflugia pseudolimnetica Ogden & Meisterfeld 1989
  - Espèce synonyme : Difflugia limnetica (Levander, 1900) Penard, 1902
- Difflugia pyriformis Perty, 1849
- Difflugia tuberspinifera Hu, Shen, Gu & Gong, 1997

## Systématique
Nom
Le nom valide de ce taxon est Difflugia Leclerc, 1815.
Histoire
En 1827, dans une Encyclopédie allemande, C.L. Nitzsch (1782-1837) propose la création de nouveaux genres d'« infusoires ».
Dujardin, en 1841, cite divers naturalistes :  « M. Dutrochet (1776-1847), en France, avait étudié les Rotifères et les Tubicolaires ; M. Leclerc (1781-1858) avait fait connaître les Difflugies, et Losana (1823-1894), en Italie, avait décrit des Amibes, des Kolpodes et des Cyclides dont il multipliait les espèces sans raison et sans mesure ».
Parmi eux, c'est Léon Leclerc qui, en 1815, fut l'auteur de la description du genre Difflugia, organisme microscopique qu'il observe dans les environs de Laval (Mayenne).